# Ciste (religion)
 (avril 2010).
Pour les articles homonymes, voir Ciste (homonymie).

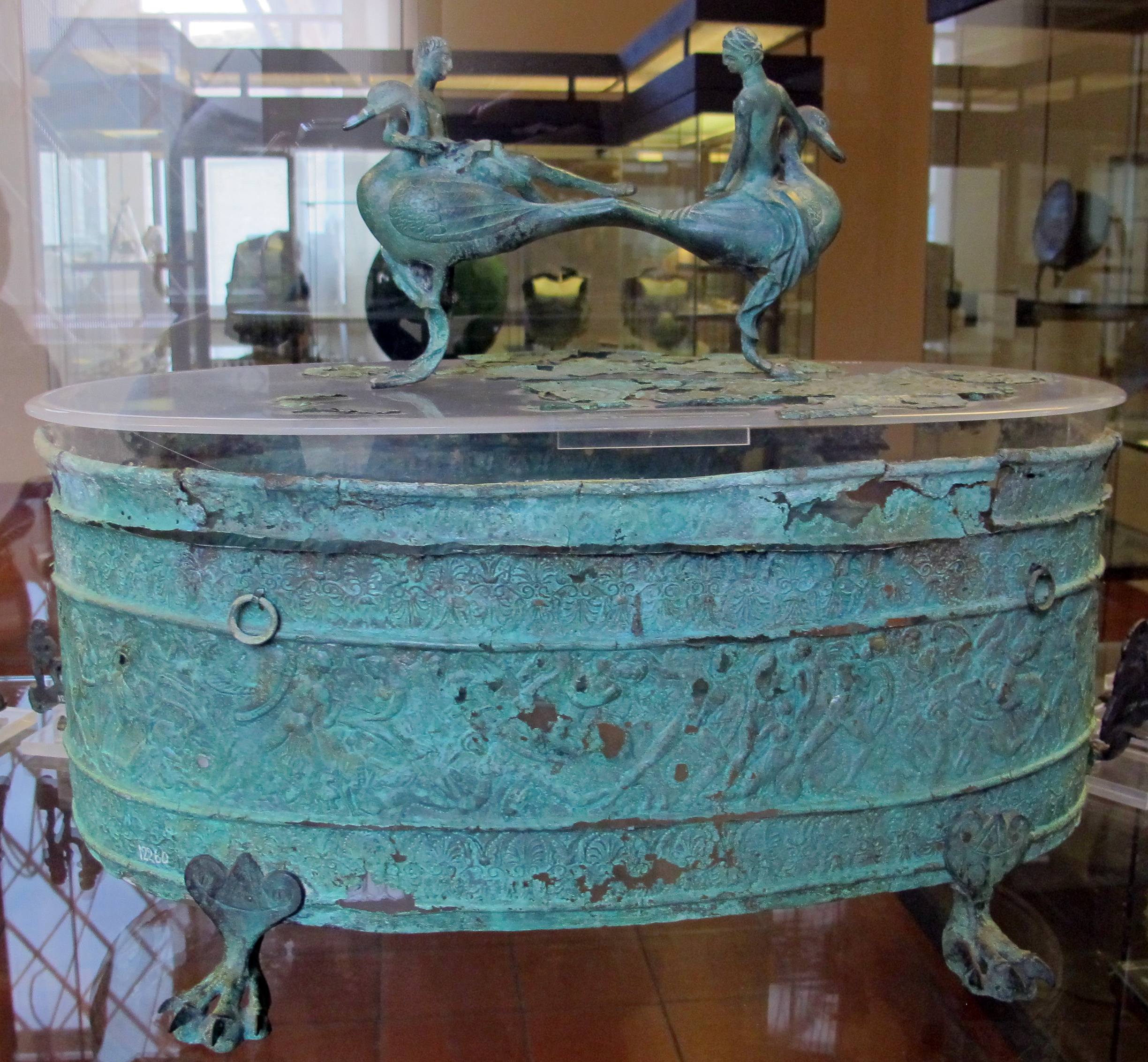
Grande ciste ovale à l'amazonomachie. Vulci, fin du IVe siècle av. J.-C. Musée grégorien étrusque

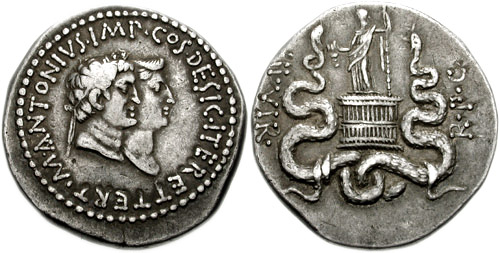
Une ciste mystique figurée sur une monnaie de Marc Antoine et Octavie de 39 av. J.-C.

Une ciste ou ciste mystique (du latin cista, dérivé du grec Κίστη) est une corbeille sacrée employée dans les cultes à mystères dans l'Antiquité.

## Usage profane
Les cistes étaient dans l'Antiquité des objets d'emploi très courant. À l'origine ce sont des corbeilles d'osier destinées aux usages de la campagne et spécialement à la conserve des légumes et des fruits, mais par extension on désigna sous ce nom toutes espèces de boîtes et de cassettes qui servait à conserver de l'argent, des rouleaux de manuscrits, des jouets d'enfants, des vêtements, des bijoux, des objets précieux, des objets de toilette (d'où le nom de cistellatrix donné à l'esclave chargée de garder les cistes de sa maîtresse).
On a trouvé à Préneste des cistes de bronze, comme la cista Ficoroni.

## Usage sacré
Dans les cultes à mystères, la ciste était un objet qui avait une place très importante, à côté du calathus et du van dionysiaque. Son rôle y était toujours le même et parfaitement déterminé. La ciste, fermée d'un couvercle, servait à conserver, cachés aux yeux des profanes, ces objets sacrés et mystérieux, dont la révélation aux mystes constituait l'acte essentiel de toutes les initiations. Une terreur religieuse défendait contre la curiosité des indiscrets les objets mystérieux cachés dans la ciste et la ciste elle-même, à laquelle les dévots rendaient de véritables honneurs d'adoration.
Les textes littéraires et les monuments figurés nous attestent que la ciste des mystères était toujours rituellement une corbeille cylindrique à couvercle en osier tressé, jamais un coffret de bois ou de métal en imitant la forme. Quelquefois elle avait une grande dimension, comme celle dans laquelle les deux frères Tottès et Onnès apportèrent dans Milet assiégé les hiera des mystères cabiriques : il fallait deux hommes pour la porter en la tenant de chaque côté. Mais le plus souvent la dimension de la ciste était médiocre : un seul homme la portait sans effort. Le ministre sacré qui en avait l'office était appelé cistophoros, ce que les Romains ont quelquefois traduit en cistifer.

### Dans le culte de Dionysos

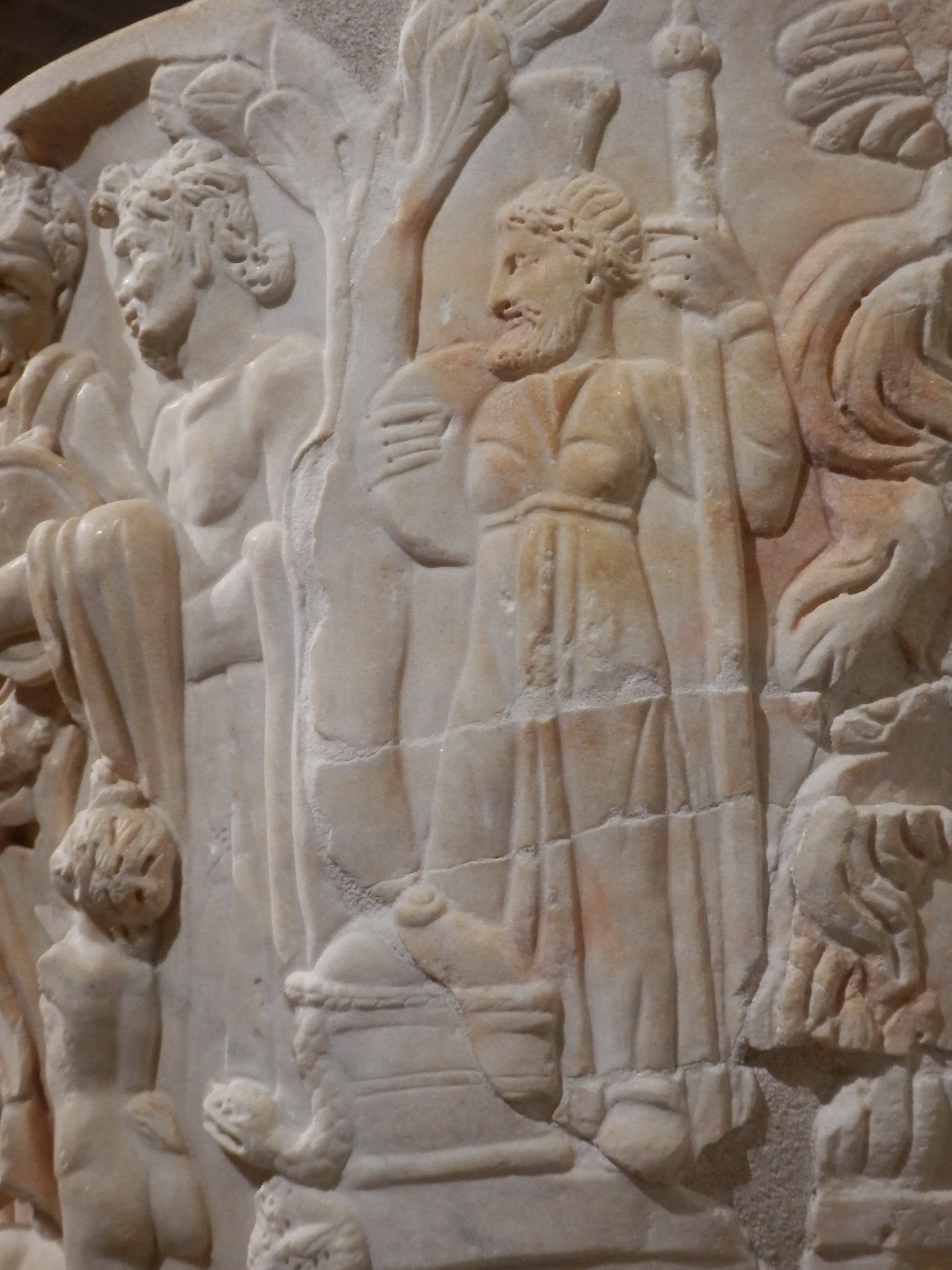
Ciste d'où sort un serpent, Sarcophage dionysiaque des Acceptii, musée Lugdunum, Lyon.

C'est surtout dans le culte mystique de Dionysos que la ciste était un élément essentiel, à tel point qu'à l'époque romaine elle devint comme une sorte de caractéristique des scènes en rapport avec Bacchus et les Bacchanales, même sans intention mystique, chez les poètes et dans les œuvres de l'art. Pourtant la ciste ne paraît pas avoir eu sa place dans les rites primitifs de la religion dionysiaque, surtout de celle du Dionysos thébain. Elle est absolument étrangère aux Triétériques de la Béotie. On ne voit non plus la ciste auprès de Dionysos et de ses suivants sur aucun monument de la Grèce propre remontant à la belle époque, ni dans aucune des innombrables scènes dionysiaques que nous offrent les vases peints. Chez Aristophane, la ciste n'est encore que le récipient dans lequel on apporte les gâteaux du sacrifice. Les premières mentions littéraires de la ciste comme objet mystique dans des cérémonies dionysiaques sont chez Démosthène et chez Théocrite. Encore chez le premier s'agit-il des pratiques d'un thiase spécialement consacré au culte de Sabazios. C'est en effet avec les éléments étrangers empruntés à la religion de ce dieu thraco-phrygien, que la ciste a été imtroduite dans le culte dionysiaque de la Grèce. Aussi, dans les rites bachiques, renferme-t-elle toujours le serpent, animal qui dans la symbolique dionysiaque provient des Sabazies de l'Asie mineure. Un serpent vivant était gardé à demeure dans la ciste dionysiaque, non pas à titre de gardien des hiera qu'elle renfermait, mais comme l'emblème animé de Dionysos Bassareus ou Sabazios, comme étant le dieu lui-même.
La plus ancienne représentation que nous ayons de la ciste dionysiaque est fournie par le type des monnaies d'argent de l'Asie-Mineure dites « cistophores », où on la voit au milieu d'une couronne de lierre, avec son couvercle soulevé par le serpent qui en sort. En effet, elle tenait de tout temps une place considérable dans les cérémonies du culte de Dionysos dans cette contrée, aussi bien de celui des cités helléniques, que de celui des indigènes, qui avait certainement influencé sous ce rapport les Grecs asiatiques. Du même temps environ que les cistophores monétaires est le célèbre groupe du Taureau Farnèse, œuvre de sculpteurs rhodiens, où la ciste mystique figure à terre comme indice de la cérémonie dionysiaque au milieu de laquelle Dircé a été saisie par Amphion et Zéthos. Au même temps encore, et probablement à l'art de l'Asie-Mineure, appartient le vase de sardonyx du Cabinet des Médailles, connu sous le nom de Coupe des Ptolémées, où nous voyons la ciste entr'ouverte d'où s'échappe le serpent, au milieu de l'accumulation des objets religieux de toute nature, vases, masques, etc., préparés pour la fête de Bacchus.

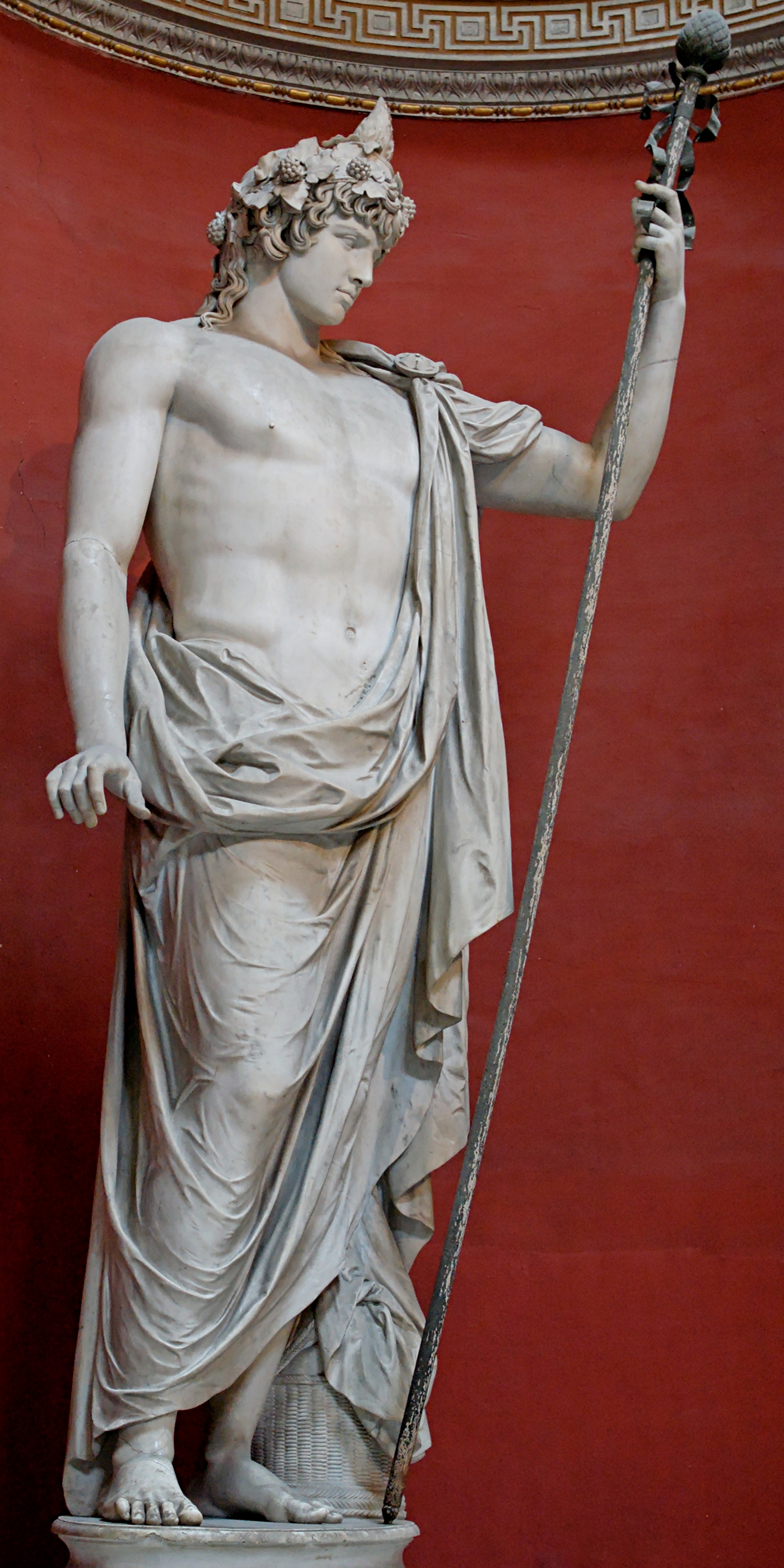
Statue d'Antinoüs en Dionysos, avec à ses pieds la ciste.

À l'époque romaine impériale, l'image de la ciste mystique ne manque presque jamais sur les bas-reliefs à sujets bachiques, particulièrement ceux des sarcophages. Mais elle n'y figure pas comme portée dans une procession ou employée dans un rite déterminé. C'est un attribut qui git à terre, quelquefois seul, pour définir la nature de la scène et comme pour rappeler que le dieu auquel elle se rapporte est un dieu des mystères. Toujours, sur ces bas-reliefs, la ciste a son couvercle plus ou moins soulevé, et l'on voit le serpent qui se glisse dehors. C'est ainsi que nous la voyons auprès de Bacchus enfant nourri par une chèvre en présence de Pan ; auprès du dieu dans la fleur de son éternelle jeunesse quand il s'avance vers Ariane endormie ; sous le char où il est porté en triomphe ; aux pieds des personnages du thiase bruyant qui l'accompagne; ou même au milieu de la scène de sa bataille contre les Indiens. Un camée antique laisse voir aussi la ciste sous le char traîné par des centaures, qui porte Bacchus et Proserpine. Souvent, c'est un Pan qui, en dansant au milieu du Thiase, heurte la ciste de son pied de bouc, en dérange le couvercle et donne issue au serpent qu'elle renfermait. Ailleurs ce sont des amours qui l'ouvrent en jouant et sont épouvantés par la vue du serpent. Sur le sarcophage Casali, c'est une ménade qui ouvre la ciste en présence d'un satyre dans l'attitude de l'étonnement et de l'admiration. Des bas-reliefs nous montrent encore la ciste réunie, comme attribut bachique, au canthare, au tympanum et au thyrse ; suspendue avec des masques sous des arcades ; portée avec le canthare sur un char que traînent des panthères ; enfin décorant le devant d'un char.
Dans les œuvres de la statuaire romaine de ronde bosse, la ciste accompagne quelquefois l'image de Bacchus, d'accord avec la description de Valerius Flaccus[Qui ?], lorsqu'il montre Hypsipyle déguisant son père Thoas en Bacchus et plaçant auprès de lui la ciste avec le tympanum[réf. nécessaire].
On la voit aussi auprès d'un Satyre ou même servant de siège à Silène. Dans les monuments de cette classe, elle est toujours hermétiquement fermée, sauf auprès d'une statue d'Antinoüs en Bacchus, où le serpent s'en échappe, comme sur les bas-reliefs.
La ciste habituellement employée dans les mystères dionysiaques renfermait, avec le serpent vivant, à titre de hiera, des grenades, des tiges de férule, des rameaux de lierre et des cœurs (probablement des gâteaux en forme de cœur). Ces derniers étaient là pour rappeler la légende d'après laquelle Athéné avait caché dans une ciste le cœur encore palpitant du jeune Zagreus, déchiré par les Titans, de même que, dans d'autres récits, les Cabires y déposent, pour le porter en Tyrrhénie, le phallus du frère qu'ils ont assassiné. Dans certaines initiations particulières, ce sont les jouets mystérieux de l'enfant divin Zagreus que l'on conservait dans la ciste. Il est à remarquer que quelques récits représentent Dionysos enfant élevé dans un coffre, qui se substitue alors au van mystique de la donnée plus habituelle, mais que jamais on ne lui donne pour berceau la ciste, tandis que c'est dans une corbeille de cette forme qu'Athéné enferme le petit Erichthonios, ut mysteria.

### Dans le culte de Déméter

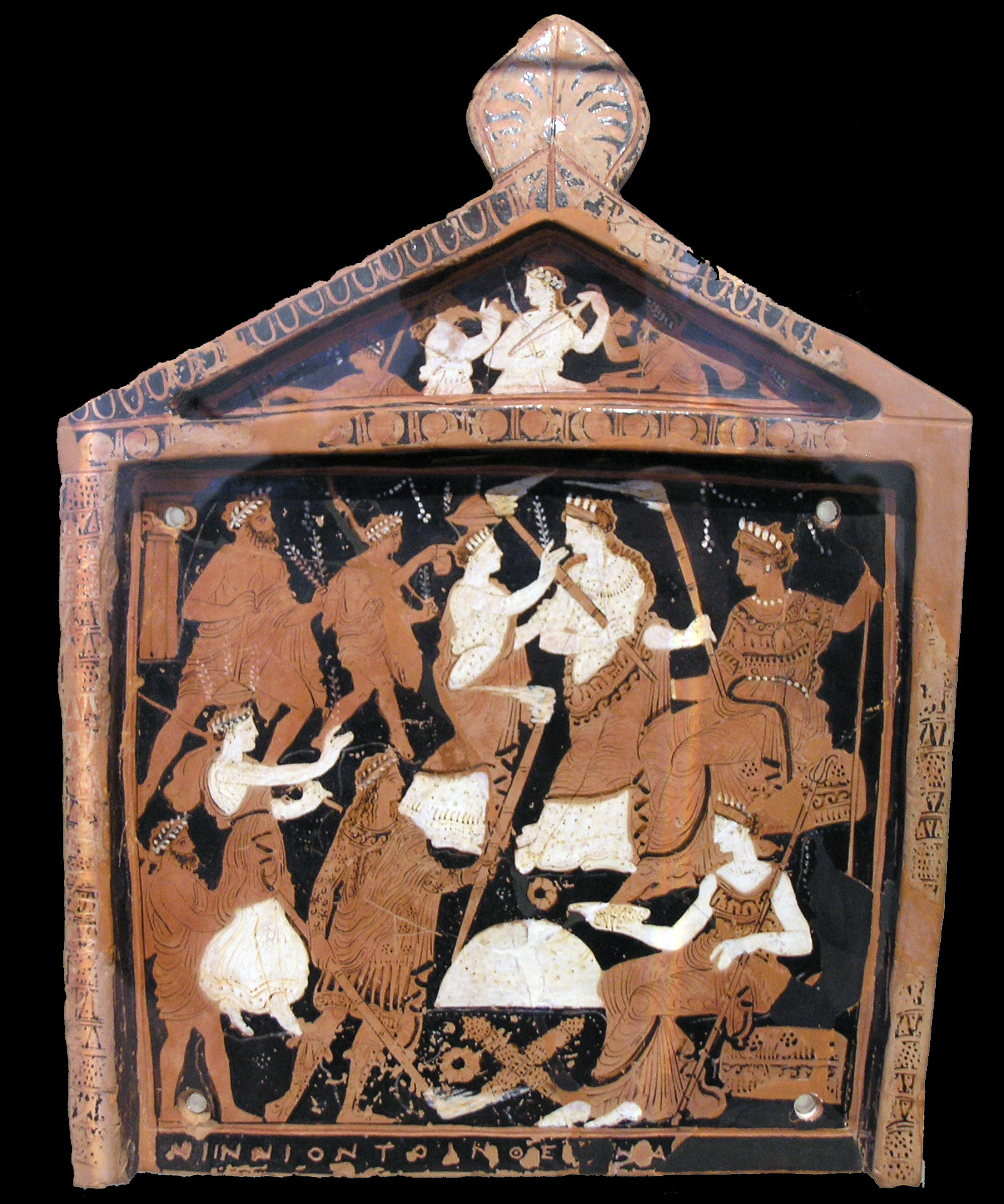
Plaque votive découverte au sanctuaire d'Éleusis. Au sommet Déméter est assise sur la « ciste secrète. »

La ciste appartient au culte mystique de Déméter aussi bien qu'à celui de Dionysos. Elle n'y est cependant pas mentionnée dès une époque très ancienne. Dans les peintures de Polygnote à la Lesché de Delphes, Cléoboia, en tant qu'ayant porté de Paros à Thasos les mystères de Déméter, était représentée tenant sur ses genoux la ciste dont on se servait dans ces initiations. C'est la plus ancienne mention que nous rencontrions de la ciste démétriaque. Dans la vie de Phocion par Plutarque, il est question des bandelettes de pourpre qui entouraient les cistes mystiques employées dans les grandes Éleusinies. Elles y avaient place, en effet, comme contenant les hiera, composés en majeure partie de gâteaux, auxquels les initiés goûtaient lors des nuits des initiations, ainsi qu'il appert de la célèbre formule : « J'ai jeûné, j'ai bu le cycéon, j'ai pris dans la ciste et, après avoir goûté, j'ai remis dans le calathos, puis du calathos dans la ciste. »
La ciste apparaît encore comme un élément essentiel des rites des mystères de Déméter établis ou réorganisés dans le Péloponnèse à l'époque de la prépondérance politique des Thébains. Ainsi, dans l'inscription contenant le règlement des mystères d'Andania en Messénie, on parle des vierges sacrées, tirées au sort, qui conduisent les chars sur lesquels sont portées les cistes contenant les hiera mystica. À Acacésion, près de Mégalopolis, le sculpteur Démophon de Messène avait exécuté un groupe des Grandes Déesses, placé dans le temple, et Despoina, la déesse fille, la même que Perséphoné, avait la ciste sur ses genoux. Le simulacre de Déméter Erinnys, à Onceion près de Thelpousa, en Arcadie, avait pour attributs la ciste mystique et le flambeau. Chez Apulée, Psyché jure à Cérès per tacita secreta cistarum.
Sur les monuments de l'art, la ciste de Déméter est beaucoup plus rare que celle de Dionysos, surtout si l'on veut n'en relever que des représentations certaines et bien caractérisées. Un sarcophage du Louvre, représentant l'enlèvement de Proserpine nous montre, dans la scène de la réunion de la fille et de la mère, Cérès assise, le bras gauche appuyé sur une ciste. Dans une peinture de Pompéi, une grande ciste d'osier tressé sert de siège à la déesse des récoltes. En général, la corbeille mystique, quand elle appartient à Déméter, est fermée, sans être accompagnée du serpent, animal qui appartient pourtant à la symbolique de la déesse. Et, en effet, Clément d'Alexandrie, en énumérant les hiera contenus dans la ciste démétriaque, n'y place pas de serpent vivant, tandis qu'il mentionne celui de la ciste dionysiaque. Dans la scène de l'époptie d'Éleusis retracée sur un certain nombre de plaques de terre cuite, le grand serpent a seulement sa queue enroulée autour de la ciste fermée, tandis que sa tête et sa partie supérieure reposent sur le sein de Déméter. La ciste hors de laquelle se glisse le serpent sacré, en en soulevant le couvercle, est toujours dionysiaque, même quand elle accompagne la représentation des Grandes Déesses ; elle exprime alors l'association des cultes de Déméter et de Dionysos dans les mêmes mystères.

### Dans les autres cultes
Clément d'Alexandrie parle encore des cistes employées dans d'autres mystères de moindre importance, en énumérant les hiera qu'elles contenaient à l'abri des regards : de celle du culte secret de Thémis et de celle des mystères de l'Aphrodite de Chypre, que l'on prétendait fondés par Cinyras. Pour la ciste des initiations cabiriques, il en est parlé par le même Clément d'Alexandrie et par Nicolas de Damas, quand il raconte l'introduction de ces initiations à Milet.

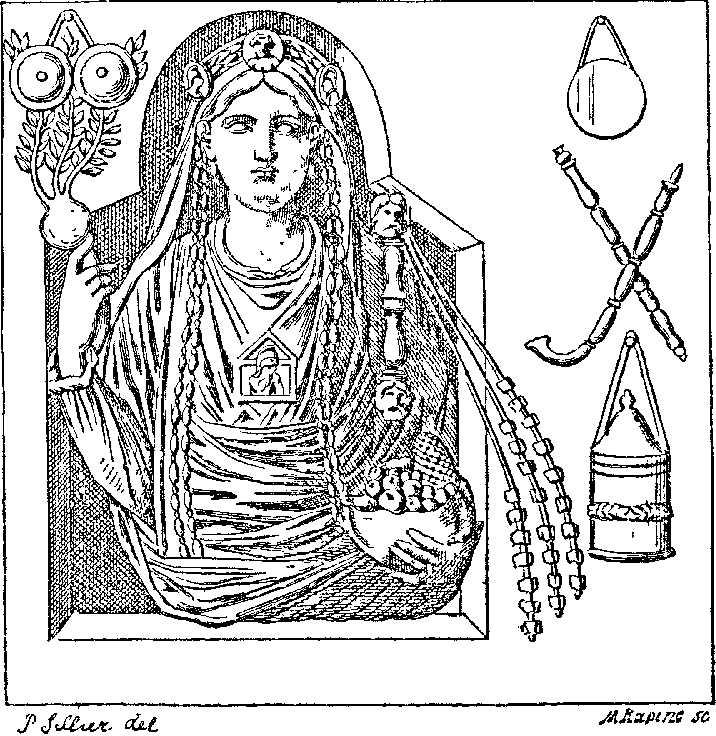
Bas-relief représentant un buste de galle, entouré des cymbales, du tympanon, des flûtes et de la ciste mystique.

La ciste avait, trouvé place dans les cérémonies du culte osiriaque, tel qu'on le célébrait dans le monde gréco-romain. Elle n'y était pas un emprunt au rituel égyptien, mais une addition grecque, puisée aux usages des mystères dionysiaques, par suite de l'assimilation qui avait été établie, dès le temps d'Hérodote, entre Osiris et Dionysos. Tibulle parle de la ciste d'Osiris, et Apulée la montre portée solennellement dans la grande procession isiaque. Sur la l'ace antérieure d'un autel votif découvert à Rome, sur l'emplacement du temple d'Isis, on voit une ciste ronde et fermée, autour de laquelle un serpent est enroulé, et qu'accompagnent un croissant et des épis. Le cippe funéraire de Babillia Varilla présente la figure de la défunte costumée en Isis, avec le sistre et la situla sacrée, et auprès d'elle une ciste accompagnée du serpent. Celui de L. Valerius Firmus, sacerdos Isis Ostiensis et Matris Deorum Transtiberinae, le montre en costume phrygien, ayant à sa droite une table sur laquelle sont posées deux cistes fermées, l'une décorée de la tête du soleil radiée, l'autre du croissant de la lune.
On a aussi le tombeau d'un cistophorus aedis Bellonae Pulvinensis, et la ciste accompagne encore le buste d'un prêtre de Cybèle sur un monument de la Villa Albani.
Attachés à des cultes étrangers que méprisaient les amis des vieilles mœurs nationales, les cistophores ou cistifères jouissaient à Rome d'une très médiocre considération. Mais les Romains, en même temps, étaient si bien habitués à voir dans la ciste le réceptacle normal des sacra arcana que dans les reliefs de la table iliaque c'est dans une corbeille de ce genre qu'Énée emporte les Pénates, au milieu de l'incendie de Troie, bien qu'aucun texte littéraire connu n'enregistre ce détail

## Source
« cista mystica », dans Charles Victor Daremberg et Edmond Saglio (dir.), Dictionnaire des Antiquités grecques et romaines, 1877-1919 [détail de l’édition] (lire en ligne) (« quelques transcriptions d'articles », sur mediterranees.net)